# Adolf af Pfalz (1300–1327)
Adolf af Pfalz (født 27. september 1300 i Wolfratshausen, død 29. januar 1327 i Neustadt an der Weinstraße) var søn af hertug i Oberbayern og pfalzgreve Rudolf 1. af Pfalz (1274 – 1319) og Mechtild af Nassau (før 1280–1323) (en datter af kong Adolf af Tyskland). Adolf af Pfalz var en pfalzgreve, der aldrig kom til at regere. De landområder, som han gjorde krav på, var besat af andre.
Adolf af Pfalz døde under kampen for sine rettigheder. Derimod blev en søn (Ruprecht 2. af Pfalz) kurfyrste, og en sønnesøn (Ruprecht 3. af Pfalz) blev tysk konge.

## Ægteskab
Adolf af Pfalz var gift med Irmengard af Oettingen (før 1310–1389).  De fik fire børn. En søn (Ruprecht 2. af Pfalz) blev kurfyrste af Pfalz.